# Bracon gelechidiphagus
Bracon gelechidiphagus är en stekelart som först beskrevs av Ramakrishna Ayyar 1928.  Bracon gelechidiphagus ingår i släktet Bracon och familjen bracksteklar. Inga underarter finns listade.